# Station thermale de Barèges
Pour les articles homonymes, voir Barèges (homonymie).
La station thermale de Barèges est un centre hydrothermal situé à Barèges, en Pays Toy dans le département des Hautes-Pyrénées.
Le centre thermal de Barèges qui est le plus haut de France avec 1 250 m d'altitude et le plus ancien de France (toujours en activité continue sur le même site) assure dans le cadre grandiose du Tourmalet et du Pic du Midi de Bigorre des soins dont la renommée est portée par le témoignage des curistes.
Le centre thermal de Barèges disposent de sources thermales chaudes dont les vertus curatives s’appliquent essentiellement à la rhumatologie, traumatologie, fibromyalgie, algodystrophie et aux voies respiratoires (ORL).
Le centre thermal est sous gestion du syndicat thermal Barèges-Barzun.

## Un peu d'histoire

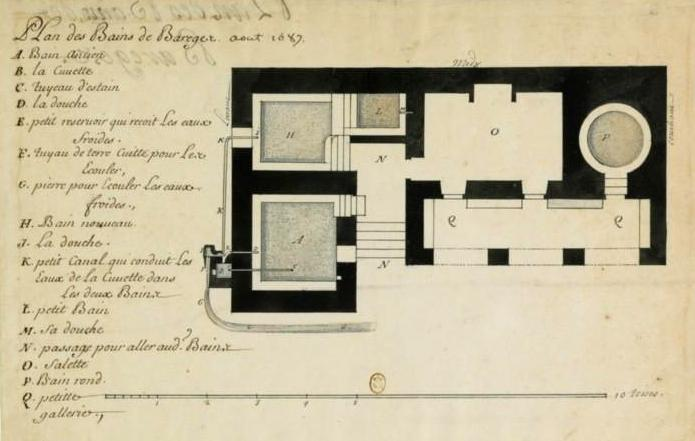
Plan des thermes en aout 1689

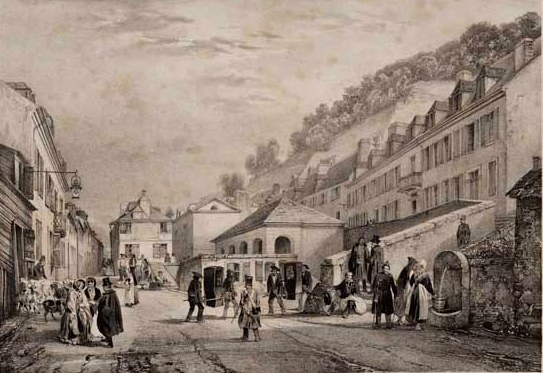
l'établissement thermal en 1821

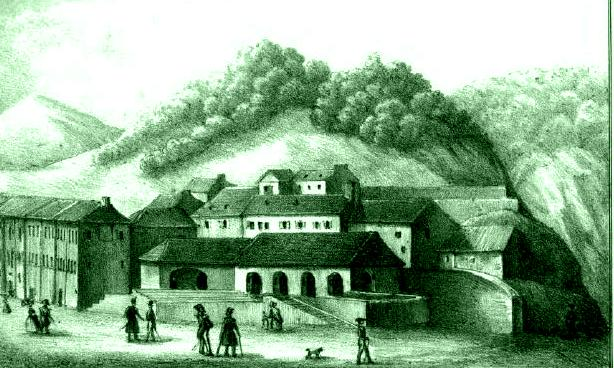
Thermes de Barèges en 1841 par Louis-Céran Lemonnier

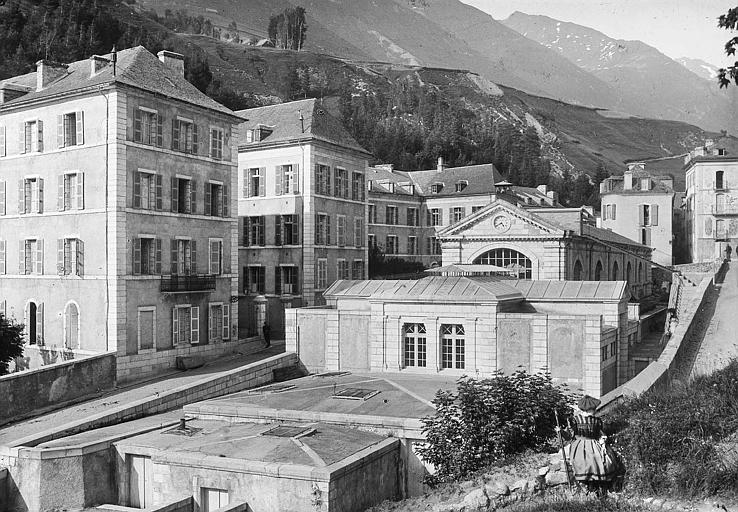
Barèges- L'hôpital et les thermes

En 1550 Barèges n'était qu'un bassin de pierres brutes entouré deux baraques,.
La commune est désormais la plus jeune de France (1946) après son détachement de Betpouey. Elle doit son nom actuel à Madame de Maintenon qui, pendant son séjour en 1675 au bourg des Bains, datait ses lettres de « Barèges » alors que cette appellation appartenait à toute la vallée de Barèges, au sens politique : la vallée du Bastan et celle du Gave de Gavarnie, le bourg s'appelant encore simplement Les Bains en référence à ses thermes.
En 1680, Louvois, secrétaire d'État et ministre d'État de Louis XIV vient aux Bains de Barèges pour soigner une fracture de jambe. En rentrant à Versailles, il obtient des crédits de Colbert et de son administration politique et militaire.
Il s'ensuit la construction de thermes en pierre dès 1689 pour un usage auprès des militaires blessés et des pauvres. Les conditions d’accueil des militaires d'abord dans des logements loués à des particuliers évoluera vers un Hôpital militaire. Un hôpital civil sera aussi construit.
Une route entre Tarbes et Barèges est lancée en 1735 pour se finir vers 1744. Elle passe par Lourdes, Luz-Saint-Sauveur. Les travaux sont dirigés par l'ingénieur M.Polard. À Barèges le fontenier Chevillard aidé de Polard réussi à capter les sources et fondent les bains d'entrées, du fond, de Polard, une buvette et des douches. Par la suite viendront les bains de la chapelle, 'les bains neufs, et enfin les bains Dassieu de l'inspecteur du même nom.

## Les sites
Les thermes sont situés dans un cadre de montagnes et lacs propices à la randonnée en air pur d'altitude, implantés dans un petit village aux manifestations culturelles, sportives nombreuses, en pays Toy dans les Hautes-Pyrénées françaises, situé au cœur du Val de la Batsus, au pied du col du Tourmalet et du pic du Midi de Bigorre. Le centre s'étire le long du gave du Bastan.

### Le site thermal de Barèges

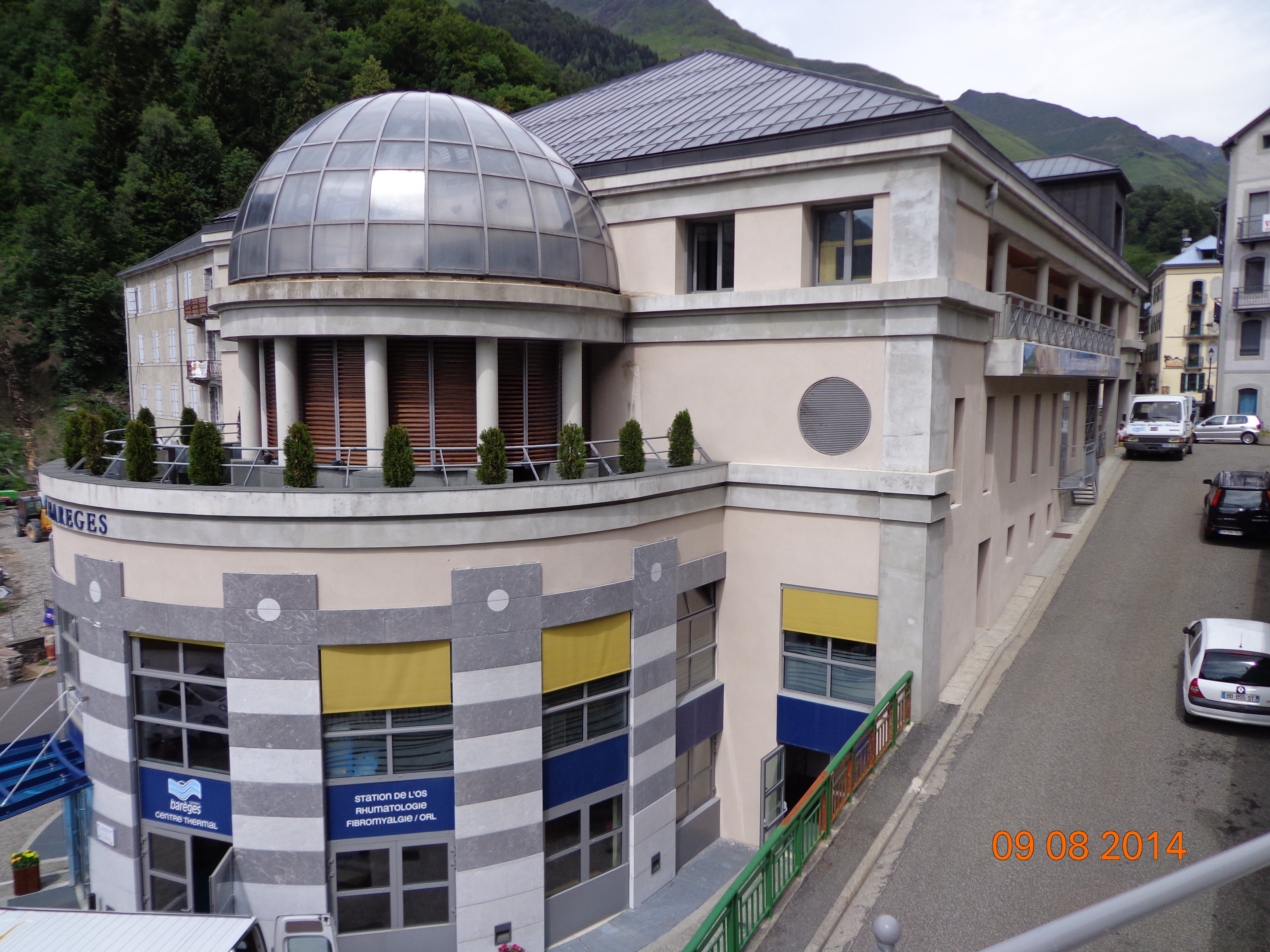
Façade sud des Thermes de Barèges
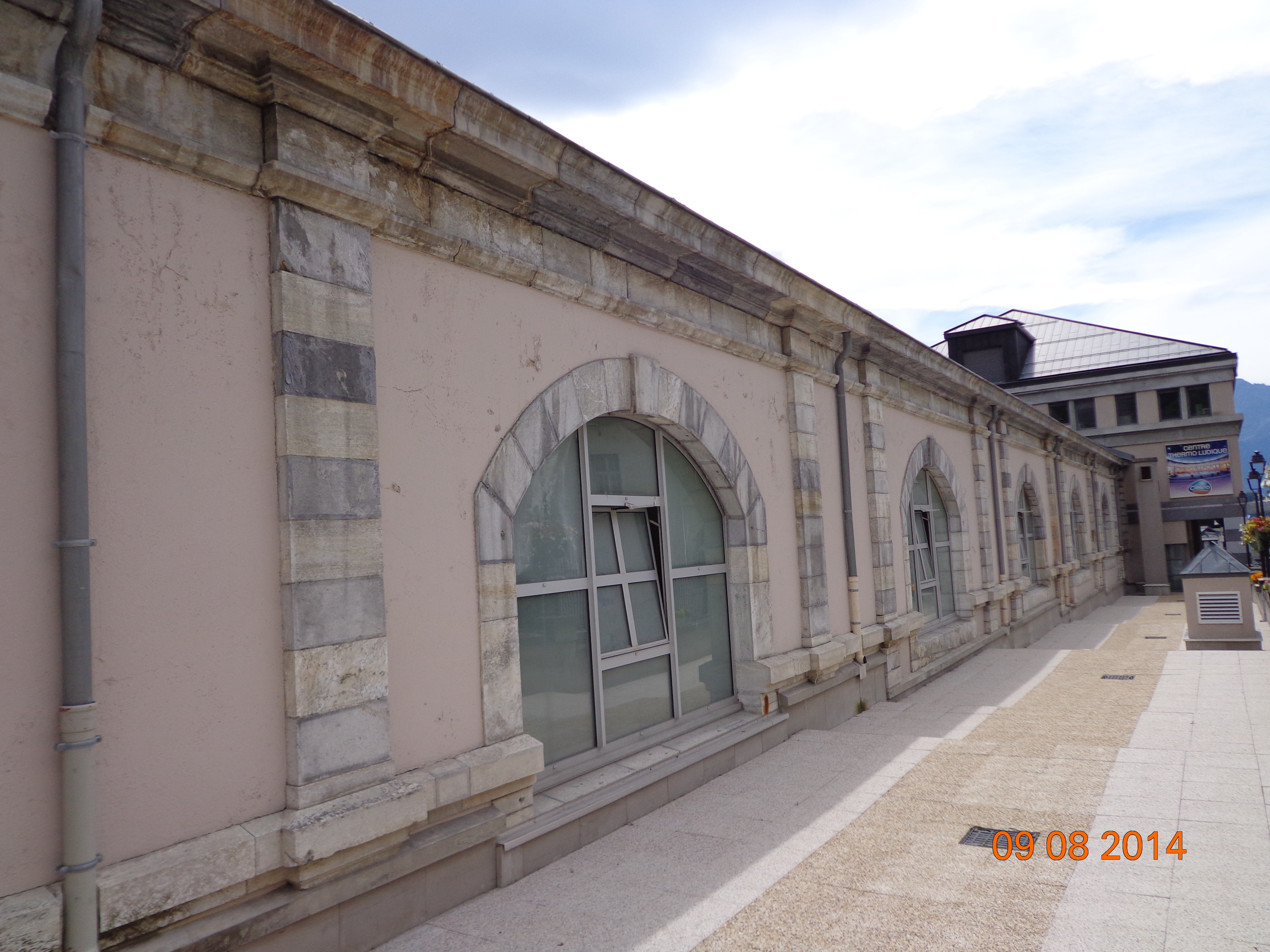
Façade Nord des Thermes de Barèges - Halle Napoléon III
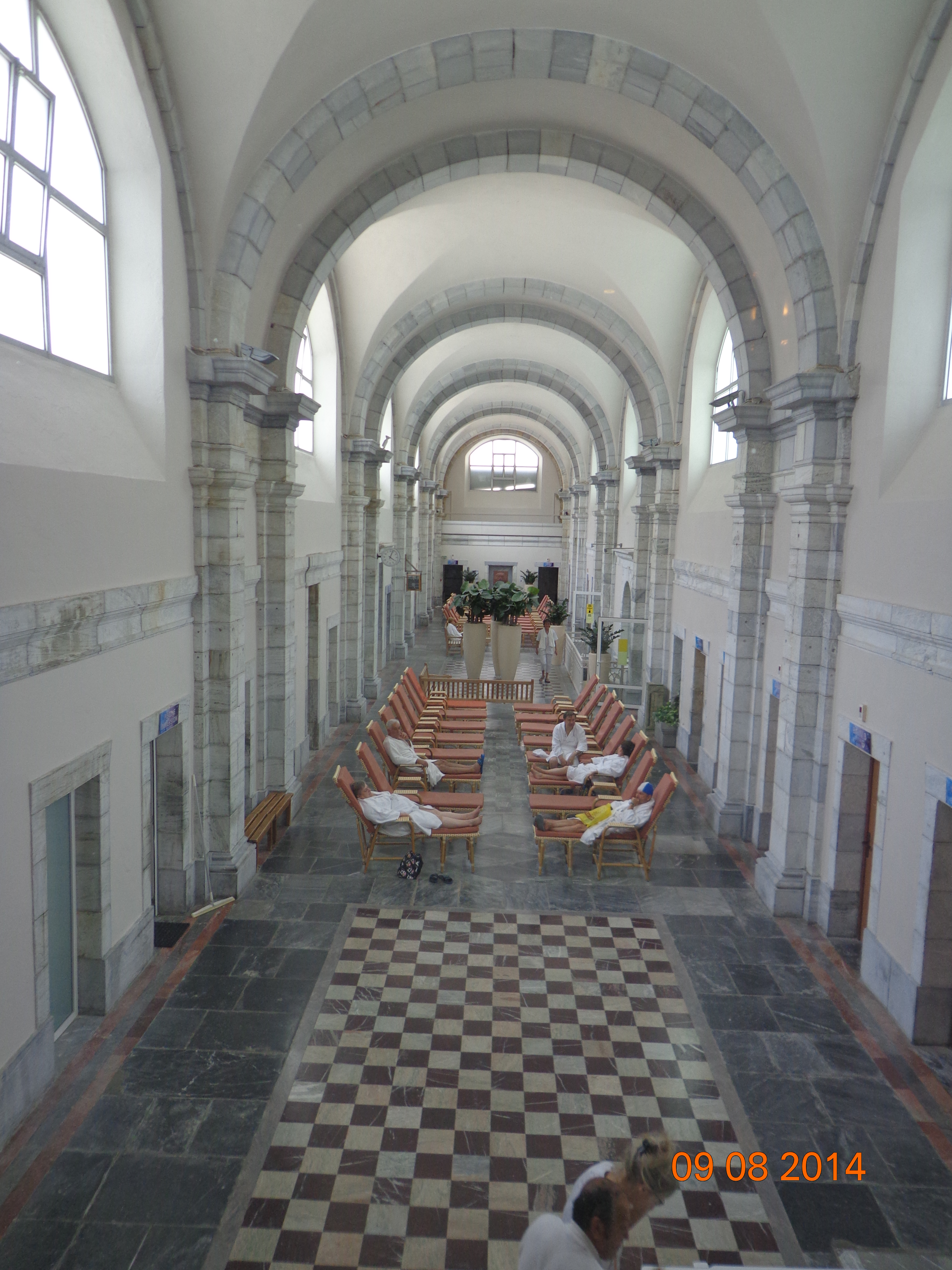
Halle Napoléon III
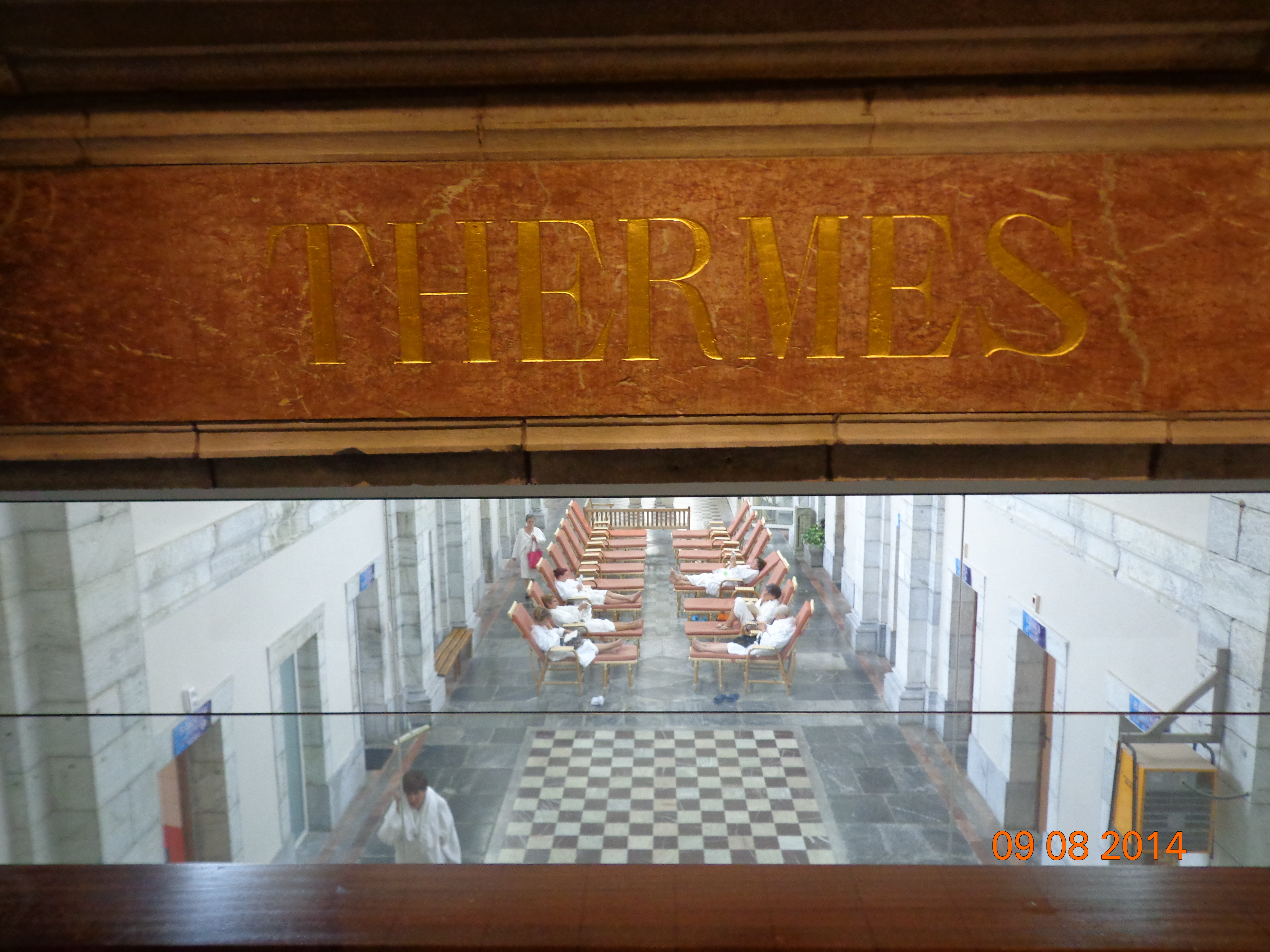
Fronton de la halle Napoléon III

Agrandi autour de la halle Napoléon III qui est le bâtiment construit en 1860 fini en 1864, le complexe se déploie sur deux niveaux avec ascenseur par une première extension en 1982-1985 puis une rénovation en 2007-2009.

### Le site thermal de Barèges-Barzun

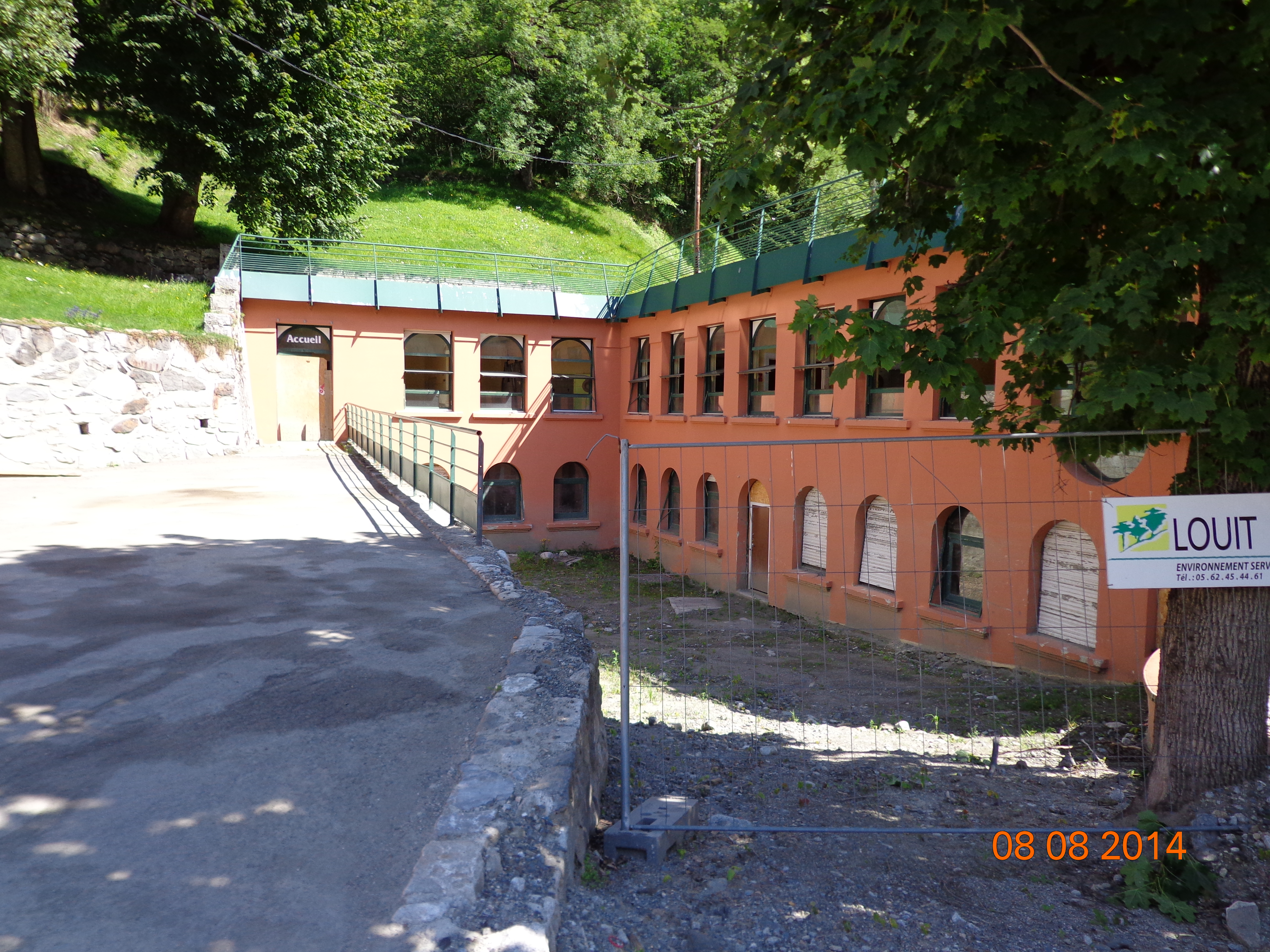
Thermes de Barèges-Barzun en 2014 fermés après la crue du 18 juin 2013
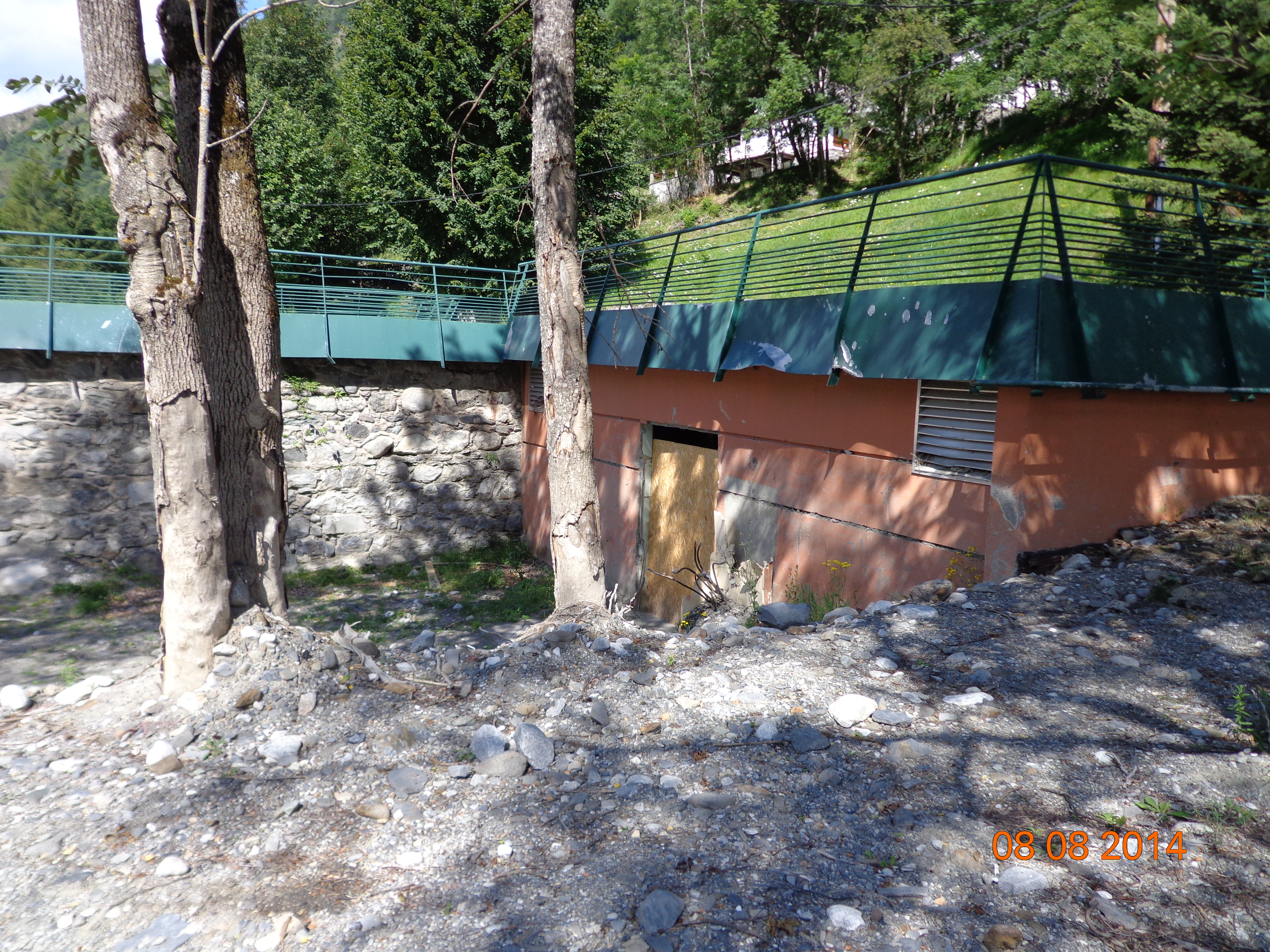
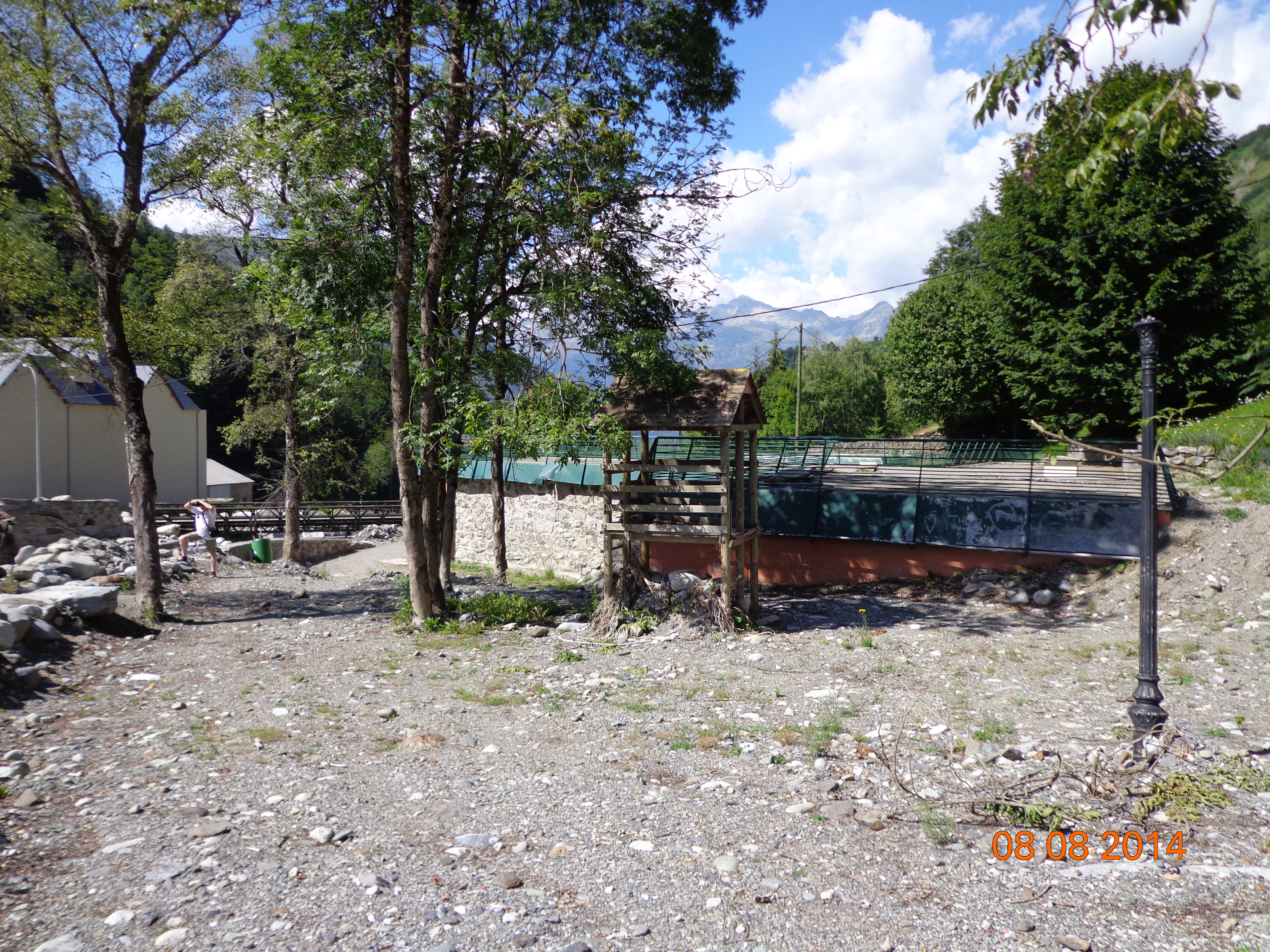

Barzun est situé à 600 métres en aval des thermes principales sur la rive droite du Bastan sur la commune de Sers. Le nom de Barzun est celui d'un pharmacien de Barèges qui était propriétaire de bains au XIXe siècle.
Ce centre avait l'objet d'une réhabilitation complète en 2002.
À la suite de la crue du 18 juin 2013 en pays Toy le centre a subi d'importants dégâts à l'intérieur mai aussi le pont d’accès et le chemin piétonnier entre les deux centres ont été emportés. Les travaux de ce centre orientés vers les soins des voies respiratoires démarrent en septembre  pour une ouverture en mai 2015.

### Espace Bien-être Ciéléo
Une piscine à 34 °C sous un scialytique étoilé, hammam, sauna, spa, aquabike, solarium complètent l'équipement.

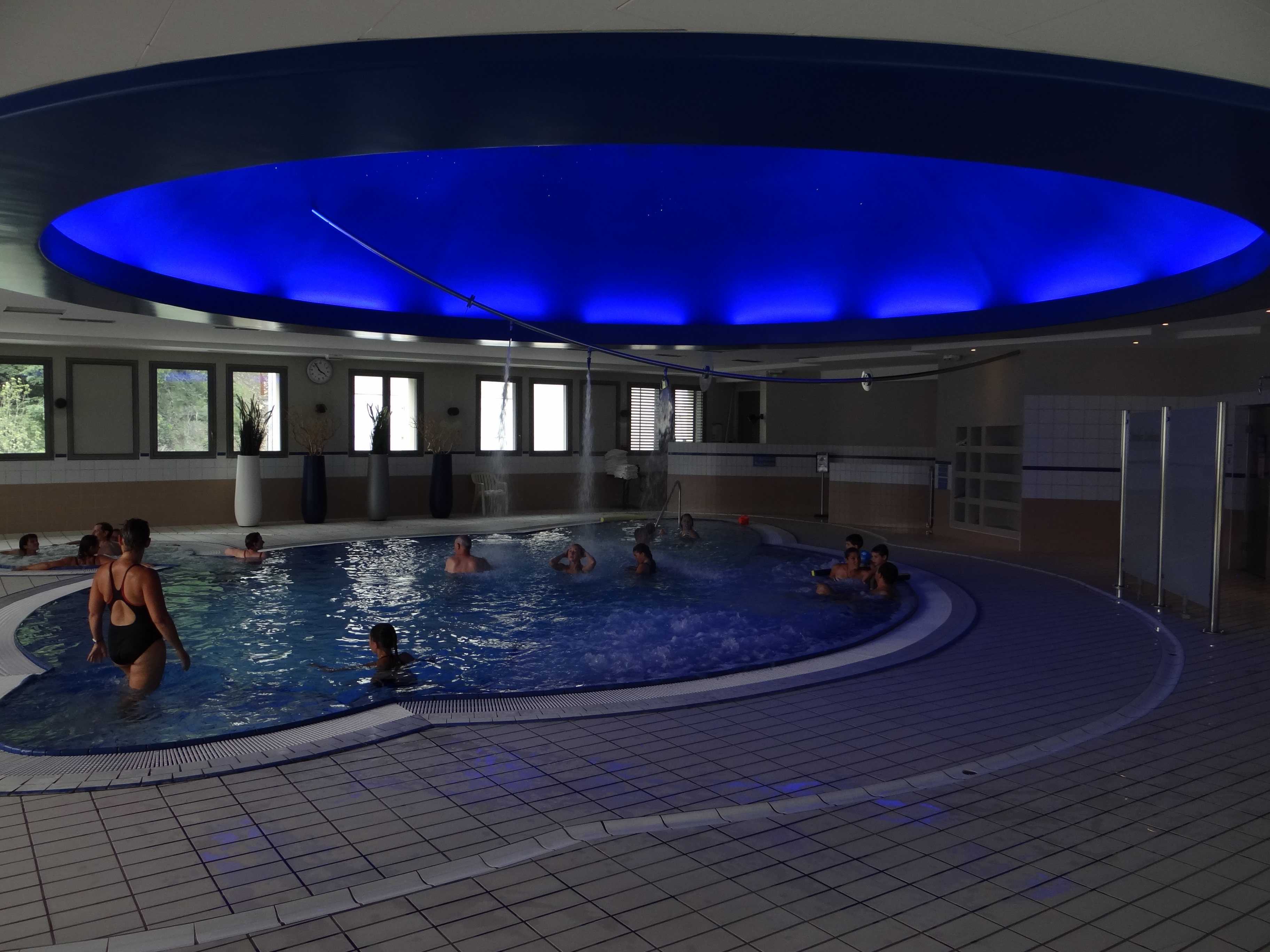
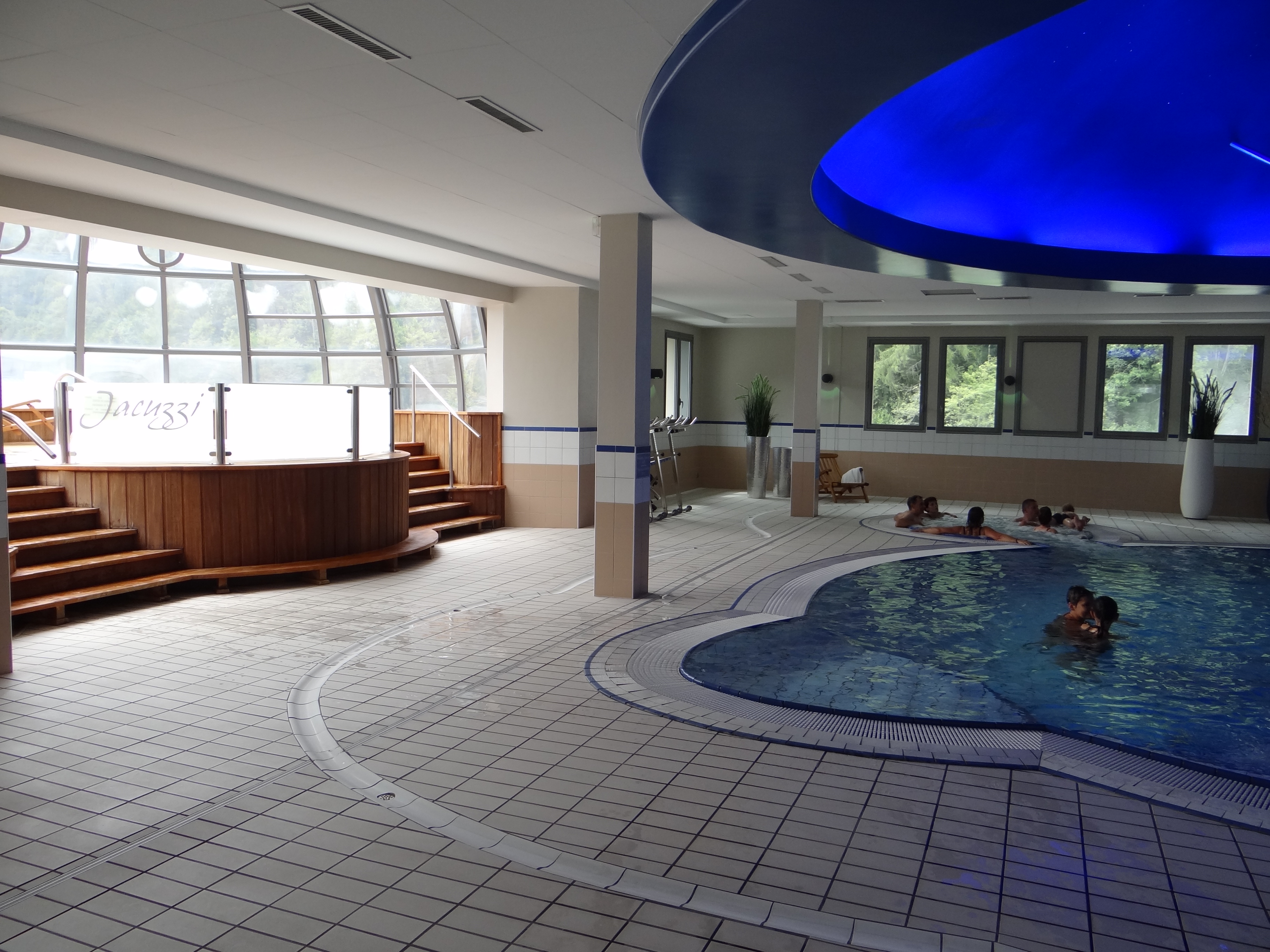

## Les eaux

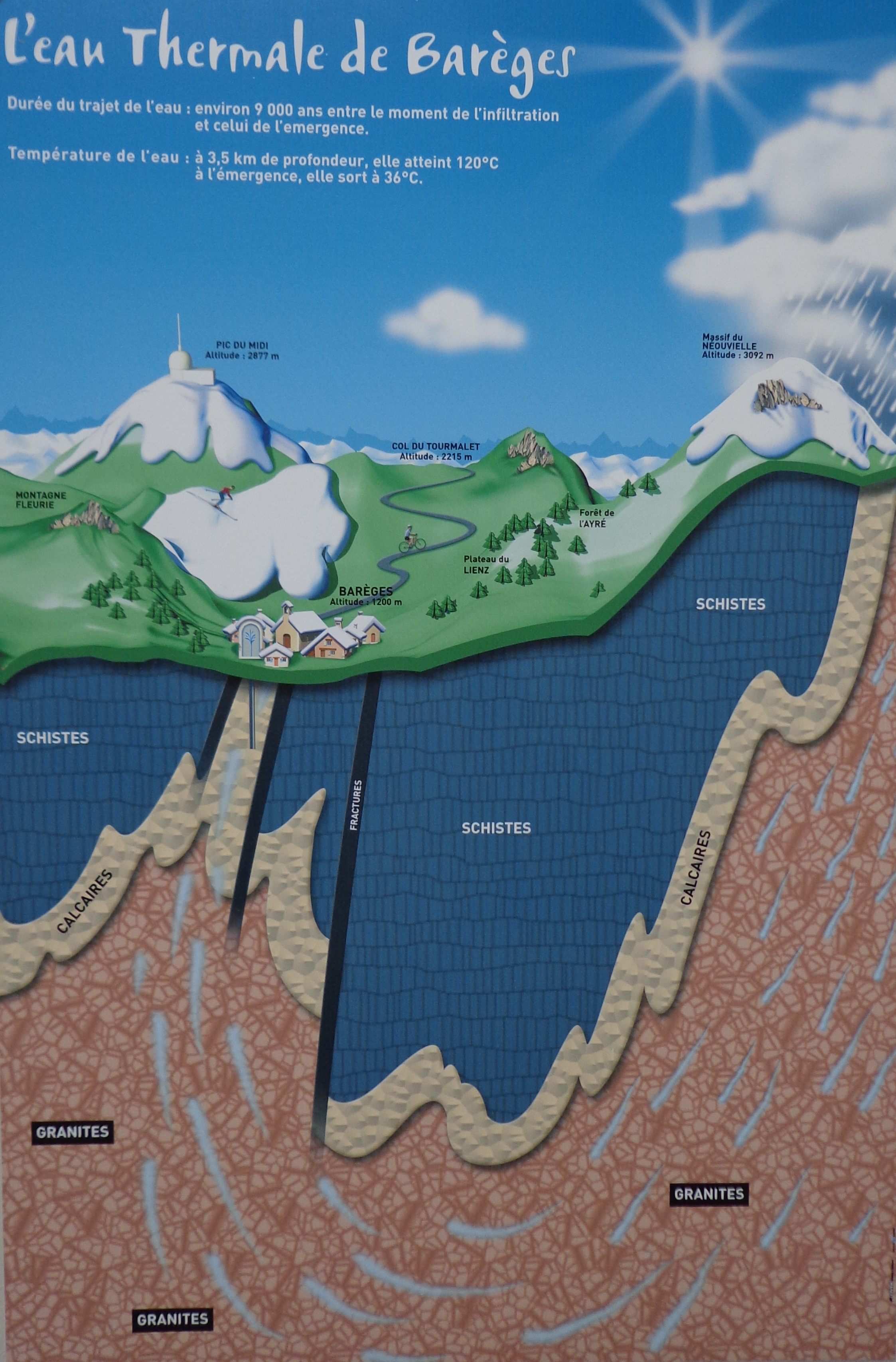
Principe de captage des eaux de Barèges.

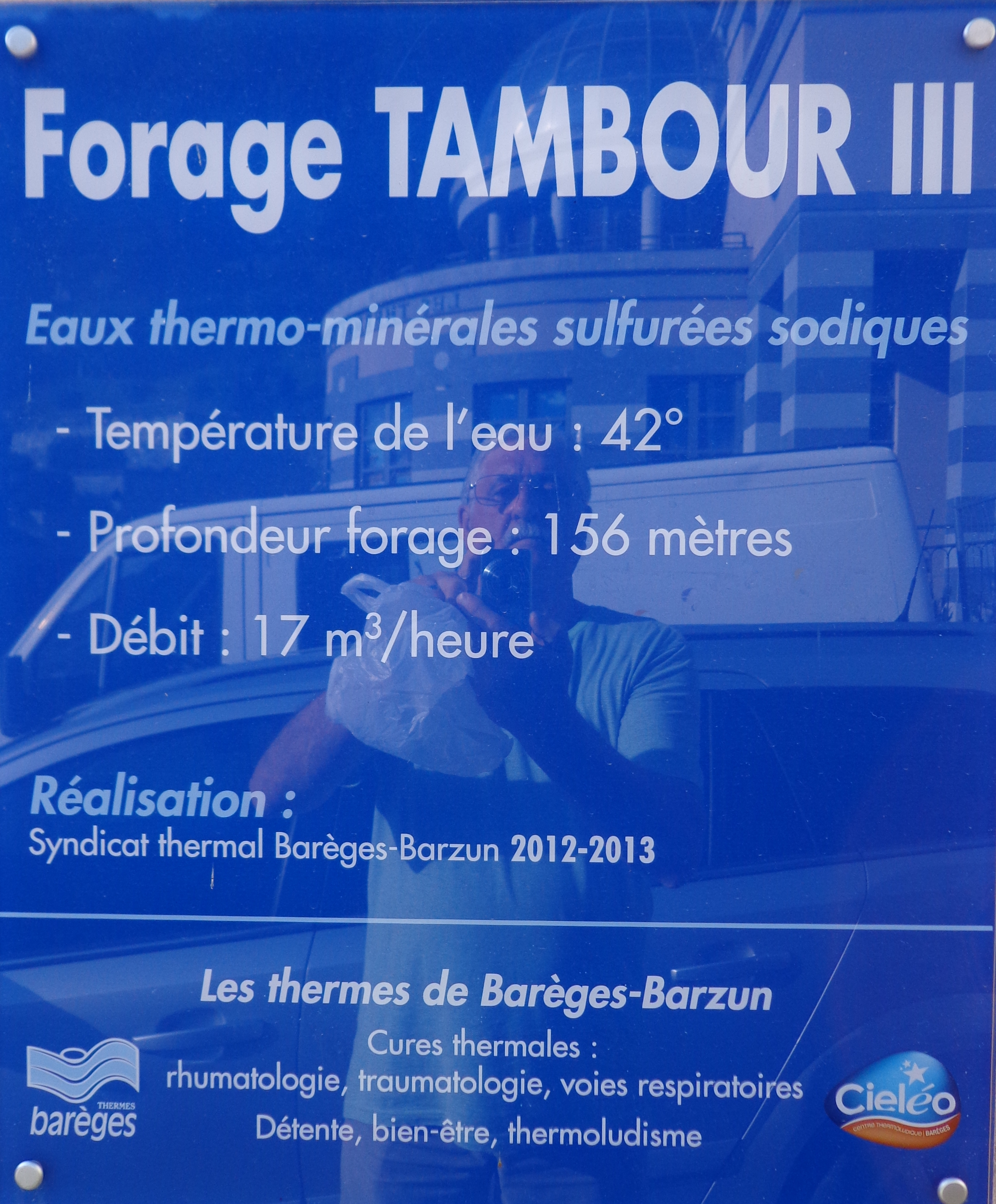
Forage Tambour III des thermes de Barèges.

Aux origines quatorze sources desservaient des Thermes que l'ingénieur François avait fait édifier des thermes où elles naissaient. Ces sources fournissaient en 1832 quatre mille six cent vingt et un pieds cubes (130 m3) par 24 heures à des températures allant jusqu'à 38 °C. Chaque source alimentait suivant son débit un ou plusieurs cabinets.

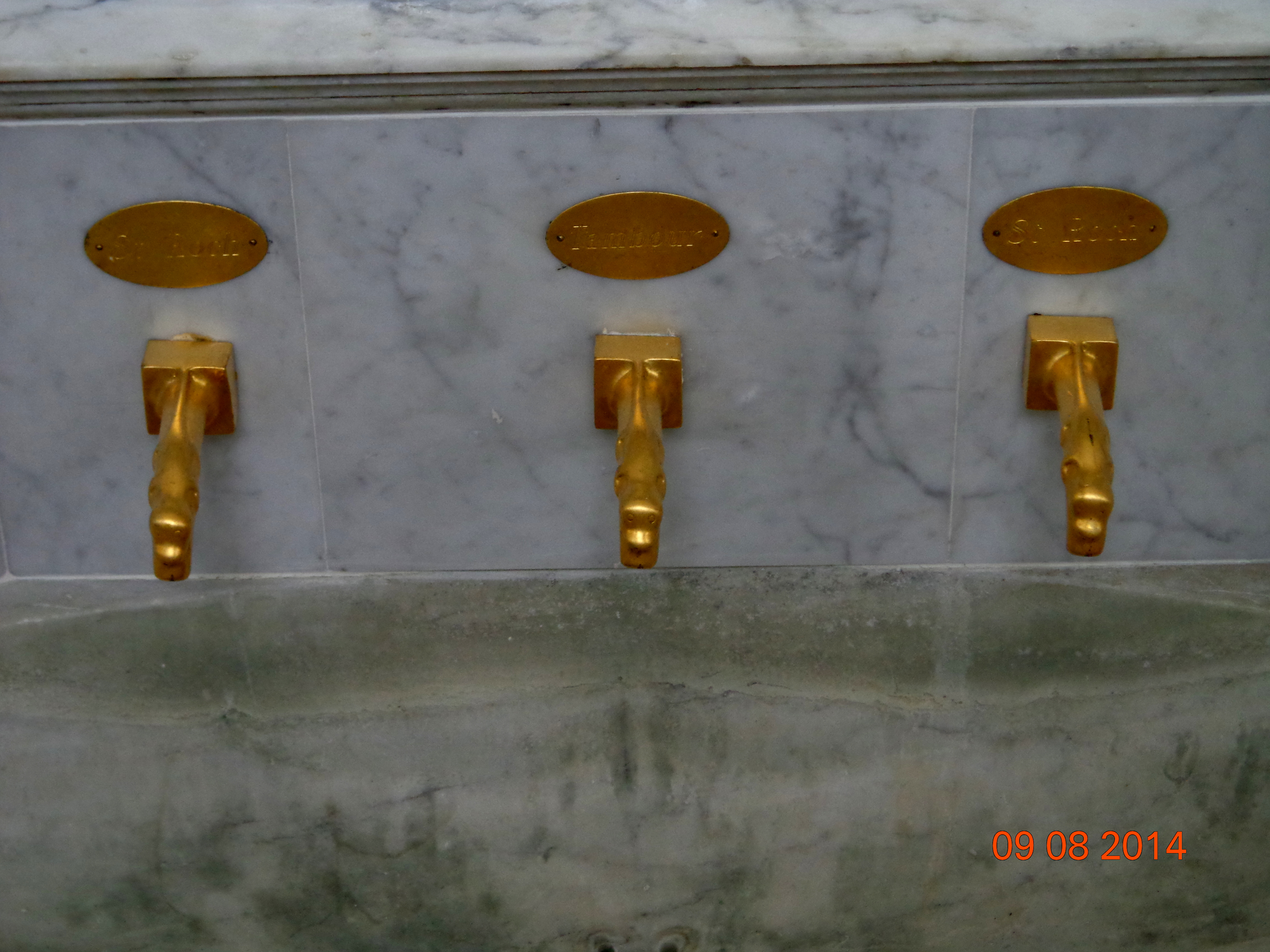
Buvette des thermes de Barèges

Les eaux thermales venaient par quatre sources, Polard, entrée, Tambour I, Tambour III, des profondeurs du massif granitique, où elles ont séjourné et effectué un trajet de près de 9 000 ans, tirant de là leur minéralité et leur richesse bienfaisante.
Désormais le captage est interdit pour l'utilisation thermale, seule Tambour III, qui est un forage aliment le centre thermal.

### Les propriétés physiques
Cette eau d’aspect limpide est légèrement gazeuse et présente une très légère odeur d’hydrogène sulfurisé ; son goût est âpre et un peu amer.

### Les caractères chimiques
Cette eau présente les caractéristiques d’une eau polymétallique essentiellement sulfatée mixte (sodique, calcique et magnésienne) et chlorurée sodique.
Sa composition chimique révèle par ordre d’importance, en cations du sodium, calcium, potassium, ammonium, magnésium, Lithium; arsenic et fer ; en anions, des sulfates, des chlorures, de la silice, fluor, sulfure ; en matières organiques, de l’oxygène

## La barégine
La barégine est une substance mucilagineuse qui se développe naturellement dans les eaux des sources thermales de Barèges-Barzun. Ces bactéries excrètent un gel qui présente des activités antibiotiques, anti-inflammatoires et cicatrisantes.

### Origines
M. Longchamps, chimiste, ex-commissaire des poudres, venant à Barèges, vers 1828, a donné le nom de barègine qui est un dépôt d'évaporation des eaux thermales.
« Les eaux minérales sulfureuses des Pyrénées contiennent en dissolution une matière azotée et visqueuse qui leur communique une certaine onctuosité… L'eau qui a séjourné pendant quelque temps dans les bassins ou les canaux de conduite y dépose sur leurs parois un enduit quelquefois assez épais d'une matière visqueuse semblable à du blanc d œuf et qui est évidemment produite par le dépôt de la matière gélatiniforme que ces eaux tiennent en dissolution.

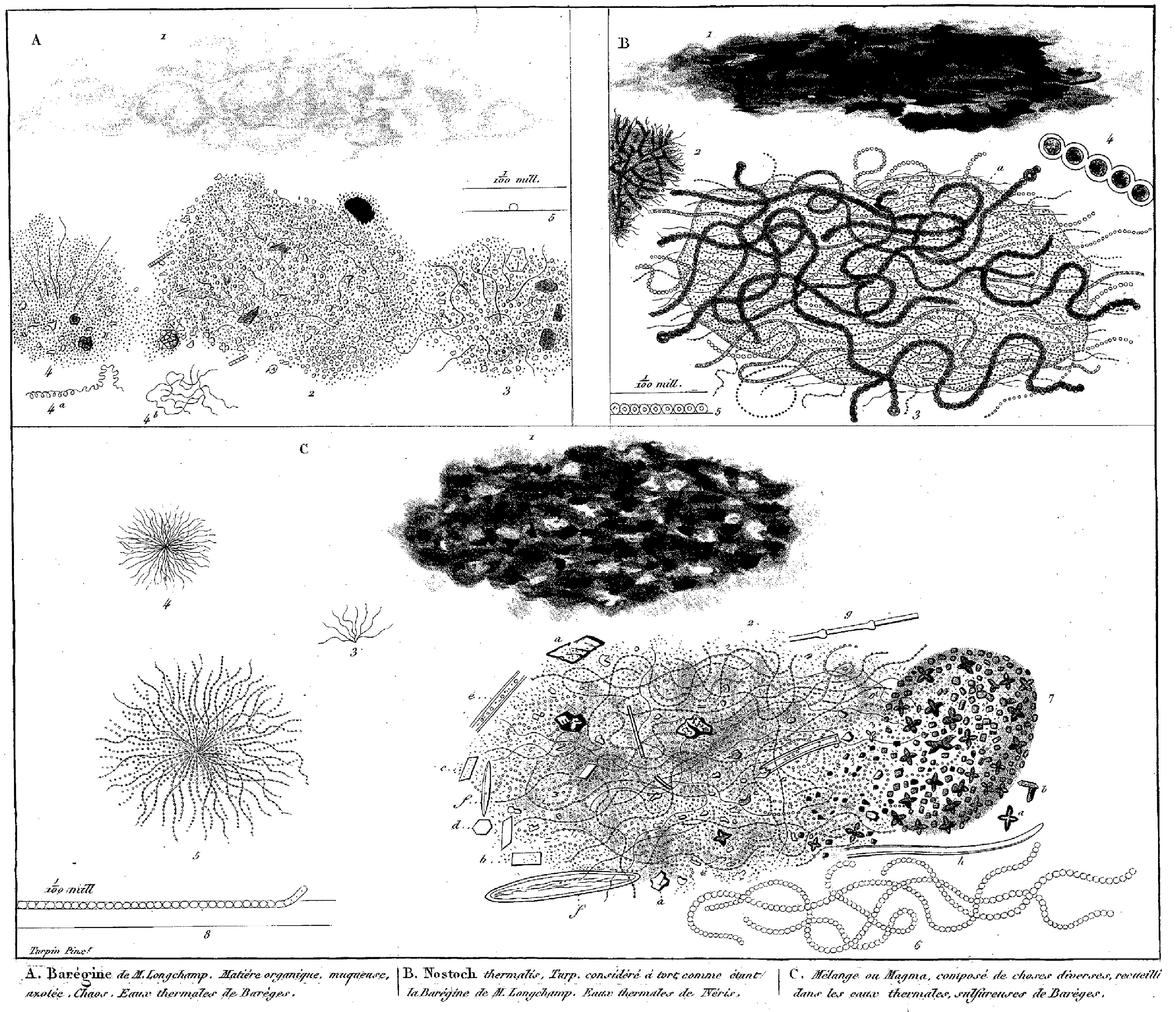
Planche d'illustration du mémoire de Pierre Jean François Turpin : Étude microscopique, comparée, de la Barégine de M. Longchamp, observée dans les eaux thermales sulfureuses de Barége, et de la Barégine recueillie dans les eaux thermales sulfureuses de Néris, par M. Robiquet ; contenu dans le Tome 15 des Mémoires de l'Académie des Sciences de l'Institut de France

C'est, cette matière que M Longchamp a fait connaître sous le nom de Barégine dans un Mémoire lu à l'Académie des Sciences le 12 août 1833. C'est la même substance que M Anglada avait nommée Glairine à cause de son aspect et de sa grande viscosité,. »

### travaux de recherches
La station thermale de Barèges développe la pousse et la récolte de la Barégine grâce au travail de recherche effectué lors de la soutenance de deux thèses :
- Isabelle DIRE, Les eaux thermales de Barèges et les sulfobactéries associées, Thèse présentée à l’unité d’enseignement et de recherche des sciences pharmaceutiques et biologiques de l’Université Paris XI, 1989.
- Hubert HEDOIN, Les bactéries sulfoxydantes des eaux de Barèges (Hautes-Pyrénées). Nature, métabolisme, activités biologiques, Thèse de Doctorat du Muséum national d’Histoire naturelle de Paris, 1996.

La  Barégine est une marque déposée.

## Indications thérapeutiques
Les eaux  sont de nature saline et ferrugineuse et présentent des propriétés antalgiques, anti-inflammatoires et cicatrisantes, ces eaux sont utilisées dans le traitement des rhumatismes et des maladies circulatoires et de la peau.

### Algodystrophie
La station thermale de Barèges grâce à ses eaux actives sur la micro-circulation, a développé de façon efficace une prise en charge globale de cette maladie. Les meilleurs résultats ont été observés en phase dite chaude ou initiale, d’où l’importance d’une prise en charge précoce. Dans la phase II de l'algodystrophie, le premier objectif est de lutter contre l'atrophie qui peut devenir irréversible. Les techniques thermales font non seulement appel aux soins utilisés dans la phase initiale, mais le médecin prescrit davantage d'application d'argile mais surtout la rééducation prudente et progressive en piscine.

## Soins thermaux

### Masso-kinésithérapie
Soins prescrit par le médecin thermal en fonction des pathologies réalisés soit à sec, soit sous eau thermale ou à la barègine.

### Illutation et pélothérapie
L'usage thérapeutique des boues médicinales (péloses ou péloïdes) a pour objet un échange trans-cutané d'ions. Du calcium et du magnésium de la boue vers le derme en échange du sodium et de l'ammonium de la peau.
Les boues de Barèges sont obtenues à partir de kaolin conditionné à Poigny en région parisienne mélangé aux eaux à 42° de la source tambour. Ce mélange onctueux est riche en Barègine, micro-organismes; oligo-éléments. Le mélange est porté à 50° pour être appliqué généralement au rachis et aux articulations suivant les prescriptions du médecin thermal. Cette boue par ses particularités réfractaires est en baisse lente de température favorise la vaso-dilatation durant l'application qui dure quinze minutes.

### Bains
Bains soit par aérobains, soin individuel en baignoire d’eau thermale parcourue de micro bulles d’air comprimé provoquant une action vasodilatatrice et antalgique de la chaleur, associée à l’effet de massage et de drainage des micro bulles d’air sous pression soit par hydroxeurs, soin individuel en baignoire d’eau thermale parcouru de plusieurs jets à pression variable provoquant une action sédative, relaxante, anti-œdémateux par un échange d'oligo-éléments (calcium, fluor) de l'eau vers l'organisme, renforcé par la présence de la Barégine.

### Douches

#### Douche Locale
Cette technique est dérivée du bain écossais qui consiste à immerger alternativement une partie de son corps dans un seau d'eau froide et dans un seau d'eau chaude. La technique est désormais optimisé pour le traitement des bras et jambes.Il s'agit d'un des rares moyens connus actuellement pour soigner l'algoneurodystrophie,.

#### Douche au jet
La douche au jet est un soin local massant et très tonifiant. Pratiqué par un hydrothérapeute, la douche à jet peut assouplir et stimuler certaines zones de votre corps. Le jet d’eau Thermale de cette douche haute pression, tantôt froid, tantôt chaud, s’avère très efficace pour lutter contre la cellulite et permet également de soulager certains maux articulaires et digestifs.

### Piscine

#### Piscine de rééducation
La gymnastique pratiquée en piscine profite d'un certain « effet d'apesanteur » du corps dans l'eau (grâce à la poussée d'Archimède, on considère qu'un corps humain est environ cinq fois plus léger). Les bassins sont étudiés de façon à pourvoir réaliser des exercices où il est possible d'appuyer les mains . Ils sont d'une profondeur de 1,30 mètre permettant d'avoir pied et de marcher, de faire les mouvements de tout le corps pour se délier les articulations suivant les indications du kinésithérapeute.

#### Piscine d'immersion
Des jets pulsant de l'eau chaude en massage sont installés sur la hauteur d'un mur de la piscine. Ces jets sont à différentes hauteur et sont programmés par séquence automatique.

## Les curistes célèbres
Madame de Maintenon, Louvois mais aussi trois maréchaux d'empire Maréchal Ney  accompagné de Murat et Lannes.
Et beaucoup d'autres : Napoléon III, Alfred de Musset, Alfred de Vigny,  Victor Hugo, etc.

### Repères bibliographiques
- « L' usage des eaux de Barèges et du Mercure pour les écrouelles »(Archive.org • Wikiwix • Archive.is • Google • Que faire ?), Europeana (consulté le 8 août 2014)
- Moulaus, Jean, « Les Vertus des eaux minérales de Baignères et Barèges, leurs degréz de chaleur, leur composition, et leur véritable usage... par Jean Moulaus... »(Archive.org • Wikiwix • Archive.is • Google • Que faire ?), Europeana (consulté le 8 août 2014)
- Mandoul, Henri (Dr Antoine-Henri), « Barèges, station thermale et station d'altitude »(Archive.org • Wikiwix • Archive.is • Google • Que faire ?), Europeana (consulté le 8 août 2014)
- Cruzel, J. (Dr), « Adjuvants de la cure thermale de Barèges »(Archive.org • Wikiwix • Archive.is • Google • Que faire ?), Europeana (consulté le 8 août 2014)
- Armieux, Louis Léon Cyrille (1819-1886), « Études médicales sur Barèges... par le Dr Armieux,... »(Archive.org • Wikiwix • Archive.is • Google • Que faire ?), Europeana (consulté le 8 août 2014)
- Armieux, Louis Léon Cyrille (1819-1886), « Topographie médicale de Barèges. Le sol, le climat, les eaux, par le Dr Armieux,... »(Archive.org • Wikiwix • Archive.is • Google • Que faire ?), Europeana (consulté le 8 août 2014)
- Cabanès, Augustin (1862-1928) & Molinéry, R. (Dr), « Esquisses d'hydrologie historique. 1re série. Drs Cabanès... et R. Molinéry... Mgr le duc de du Maine et Mme de Maintenon aux eaux de Barèges (1675-1677-1681)... »(Archive.org • Wikiwix • Archive.is • Google • Que faire ?), Europeana (consulté le 8 août 2014)
- Gauthier, Madame de, « Lettres de Madame de G*** [Gauthier], contenant plusieurs anecdotes dans son voyage aux eaux de Barège... »(Archive.org • Wikiwix • Archive.is • Google • Que faire ?), Europeana (consulté le 8 août 2014)
- Le Bret, Eugène (18..-18..? ; médecin), « Du Traitement des maladies articulaires par les eaux de Barèges, par M. E. Le Bret,... »(Archive.org • Wikiwix • Archive.is • Google • Que faire ?), Europeana (consulté le 8 août 2014)
- Grimaud, Alfred (Dr), « Des Phénomènes résolutifs dus à la médication de Barèges, par le Dr Grimaud,... »(Archive.org • Wikiwix • Archive.is • Google • Que faire ?), Europeana (consulté le 8 août 2014)
- Bétous, Isidore (Dr), « La Cure de Barèges, le climat et les eaux minérales, indications et contre-indications, par le Dr I. Bétous,... »(Archive.org • Wikiwix • Archive.is • Google • Que faire ?), Europeana (consulté le 8 août 2014)
- Langlebert, Adolphe (Dr), « Mémoire sur la sulfurine, foie de soufre cristallisé, pour bains sulfureux ou de Barèges sans odeur, par le Dr Langlebert,... »(Archive.org • Wikiwix • Archive.is • Google • Que faire ?), Europeana (consulté le 8 août 2014)